# 萨利戈斯
萨利戈斯（法語：Saligos，法語發音：[saliɡɔs]）是法国上比利牛斯省的一个市镇，位于该省西南部，属于阿热莱斯加佐斯特区。2017年1月1日，相邻的维佐斯并入本市镇。

## 地理
萨利戈斯（42°53'33"N, 0°1'14"W）面积7.07 平方千米，位于法国奧克西塔尼大區上比利牛斯省，该省份为法国西南部内陆省份，北至热尔省，西接大西洋比利牛斯省，南与西班牙接壤，东临上加龙省。
与萨利戈斯接壤的市镇（或旧市镇、城区）包括：谢兹、维耶伊、埃斯泰尔、埃斯基耶兹-塞尔、萨西斯、萨佐斯、维斯科斯。
萨利戈斯的时区为UTC+01:00、UTC+02:00（夏令时）。

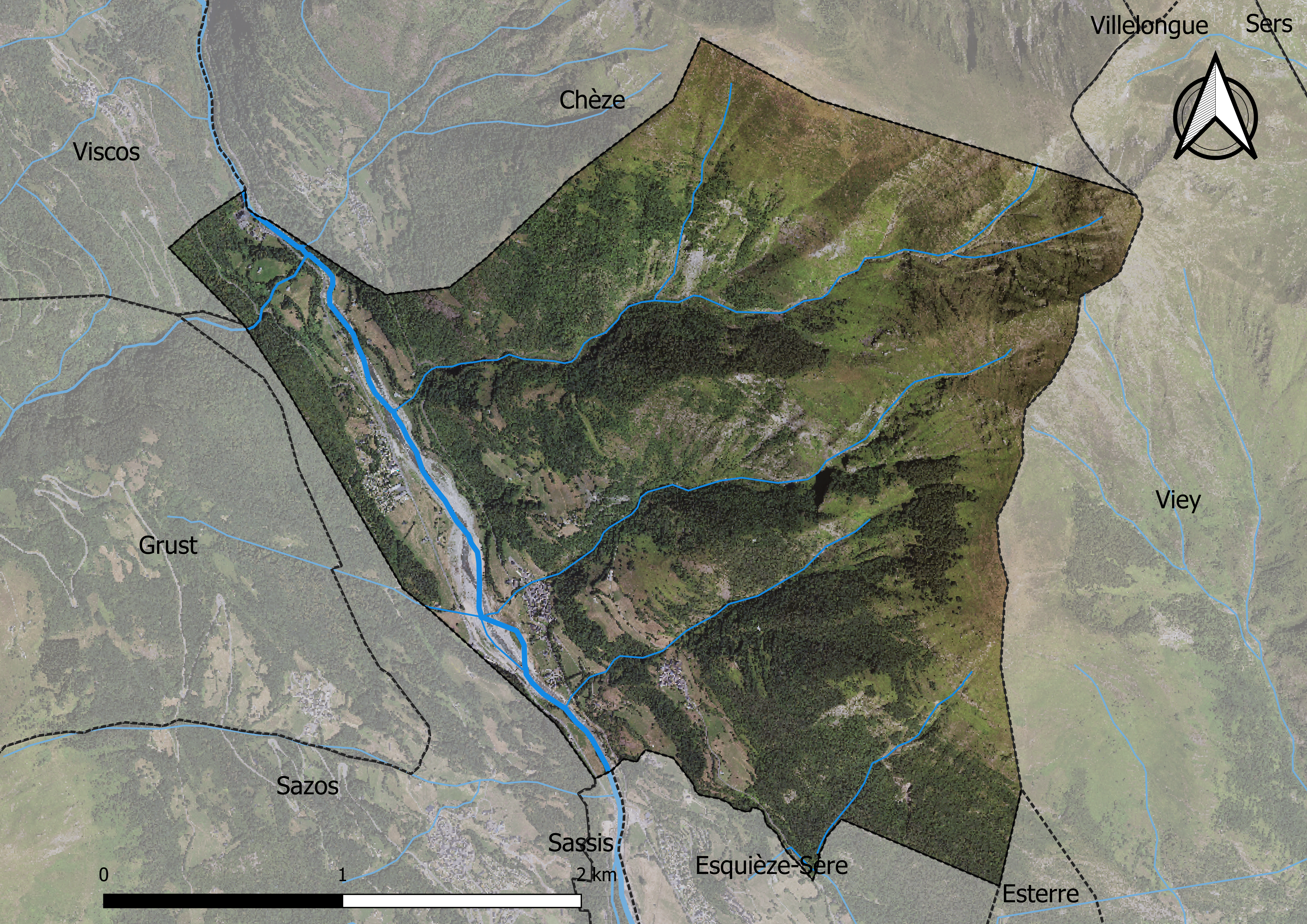
萨利戈斯的卫星地图

## 行政
萨利戈斯的邮政编码为65120，INSEE市镇编码为65399。

## 政治
萨利戈斯所属的省级选区为激流谷县。

## 人口

1962-2008年间萨利戈斯人口变化图示

萨利戈斯于2022年1月1日时的人口数量为89人。